# Bérulle
Bérulle ist eine französische Gemeinde mit 196 Einwohnern (Stand 1. Januar 2022) im Département Aube in der Region Grand Est; sie gehört zum Arrondissement Troyes und zum Kanton Aix-Villemaur-Pâlis.
Bérulle hat acht Ortsteile: Bois-le-Roi, Berluviers, Les Quincarlets, Les Chalois, La Petite Jaronnée, Les Langots, Fort Jacquet, Pierrefitte und Champmarin.

## Geschichte
Im Mittelalter hieß der Ort Séant-en-Othe. 1562 verkaufte die Herzogin von Nevers das Gebiet an Gallas de Bérulle, der im benachbarten Château de Cérilly lebte. Der Ort nahm daraufhin den Namen seines Besitzers an.

## Bevölkerungsentwicklung
| Jahr      | 1962 | 1968 | 1975 | 1982 | 1990 | 1999 | 2008 | 2016 |
| Einwohner | 242  | 278  | 249  | 240  | 220  | 235  | 252  | 246  |

## Sehenswürdigkeiten

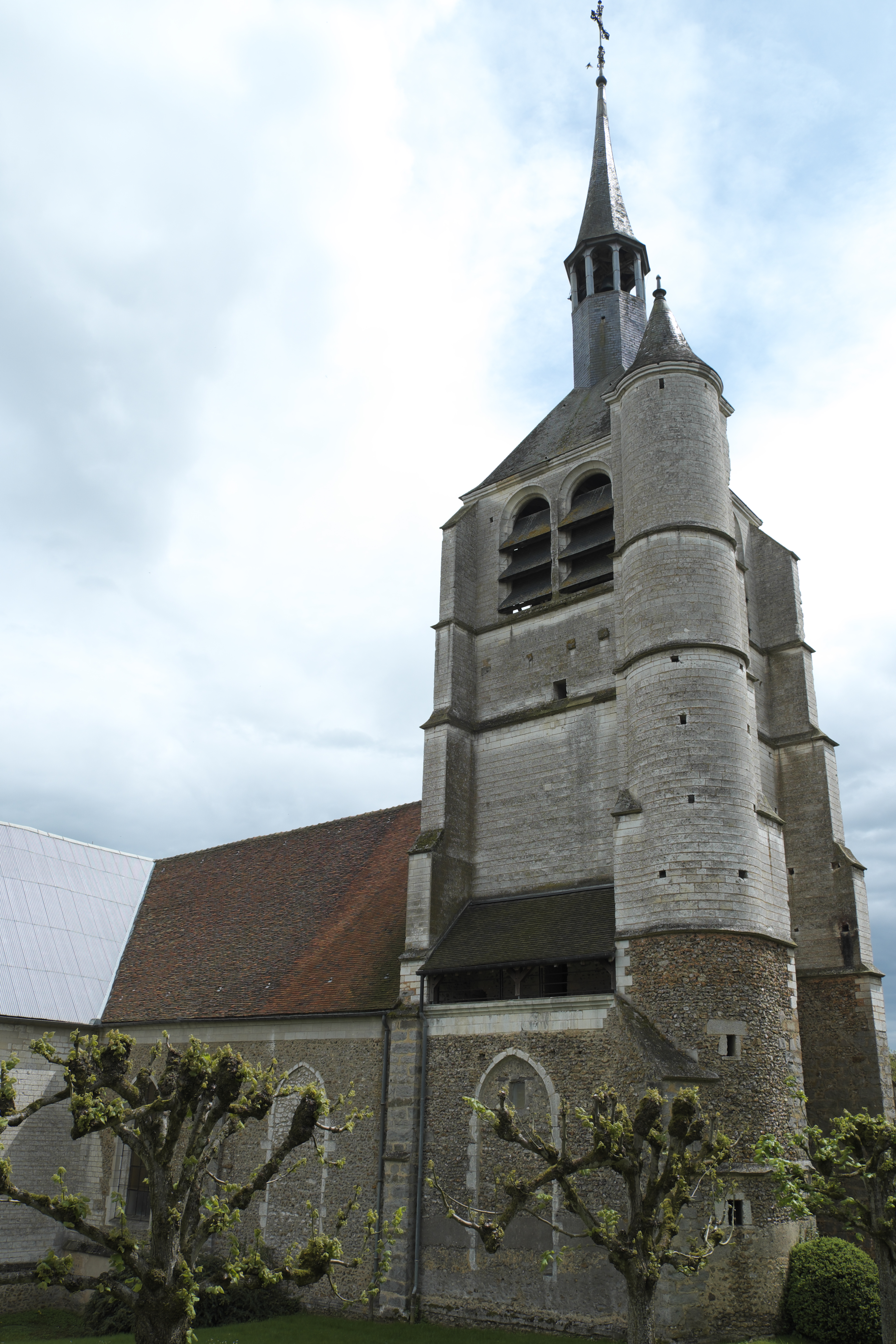
Kirche La Nativité de la Vierge

- Kirche La Nativité de la Vierge, erbaut 1510 bis 1515 (Monument historique)

## Persönlichkeiten
- Pierre de Bérulle (1575–1629), Kardinal